# Agile modeling
Agile modeling is een "praktijk"-gebaseerde methodologie voor softwareontwikkeling en voor het documenteren van op software gebaseerde systemen.
Het is een geheel van waarden, principes en practices (praktijken) om software te modelleren. Deze richtlijnen kunnen dan bij softwareontwikkeling gebruikt worden om op een flexibelere (agile) manier te werken dan de traditionele (waterval)methodologieën.
Agile modeling wordt gebruikt in Agile-software-methodologieën zoals: 
- Extreme Programming ("XP")
- Agile Unified Process
- Scrum

waar het gebruikt wordt ter vervanging van de bekendere UML of andere design tools.
De principes en waarden van Agile Modeling Praktijken zijn bedoeld om de gebreken die men ondervond bij Agile Softwareontwikkeling op te vangen. 
Het "Maximize Stakeholder Value"-principe probeert de softwareontwikkelaar er toe te inspireren om samen te werken met de klant om voldoende documentatie te voorzien.
Het "Model With Others"-principe probeert dan weer om de betrokken partijen bij het modelleren te betrekken zodat het model beter aansluit bij de vereisten van de klant.

## Beperkingen
Er is een sterke afhankelijkheid van de face-to-face communicatie en de medewerking van de klant.
Agile modeling is verder moeilijk toepasbaar in grote teams waar leden van het team niet kunnen worden bijgeplaatst of als de vaardigheden van sommige leden niet voldoende zijn. Volgens "Agile" methodologieën zijn teams meestal niet groter dan 8 personen. 
Agile modeling kan evenwel worden geschaald door de architecturale technieken.